# Calpine
Calpine Corporation är ett amerikanskt energiföretag som producerar elektricitet via geotermisk energi och naturgas. Företagets förser fler än 27 miljoner bostäder med elektricitet. Calpine har 78 anläggningar i 22 amerikanska delstater och Kanada.

## Historik
Företaget grundades 1984 i San Jose i Kalifornien av Peter Cartwright. År 1996 blev företaget ett publikt aktiebolag när det genomförde en börsintroduktion. I december 2005 tvingades Calpine ansöka om konkursskydd på grund av dels skulder på uppemot 22 miljarder amerikanska dollar. Dels rättsliga tvister med sina kreditgivare om hur man skulle använda företagets finansiella medel. Den 31 januari 2008 var företaget tillbaka på fötter och den 5 februari började Calpines aktier handlas igen på New York Stock Exchange (NYSE). Den 18 augusti 2017 meddelade Calpine att företaget skulle bli uppköpt av ett konsortium, bestående bland annat av Access Industries och CPP Investments, för 5,6 miljarder dollar. Den 10 januari 2025 meddelade kärnkraftsbolaget Constellation Energy att man skulle köpa Calpine för 16,4 miljarder dollar.